# Чапле (Вомбжезький повіт)
Чапле (пол. Czaple) — село в Польщі, у гміні Плужниця Вомбжезького повіту Куявсько-Поморського воєводства.
Населення — 391 особа (2011).
У 1975-1998 роках село належало до Торунського воєводства.

## Демографія
Демографічна структура станом на 31 березня 2011 року:
|          | Загалом | Допрацездатний вік | Працездатний вік | Постпрацездатний вік |
| -------- | ------- | ------------------ | ---------------- | -------------------- |
| Чоловіки | 194     | 43                 | 133              | 18                   |
| Жінки    | 197     | 45                 | 109              | 43                   |
| Разом    | 391     | 88                 | 242              | 61                   |